# Бартик, Джин
Джин Дженнингз Бартик (англ. Jean Jennings Bartik; 27 декабря 1924 года — 23 марта 2011 года) — американский программист, одна из первых программистов компьютера ENIAC.
Вместе с коллегами из Пенсильванского университета разработала и описала ряд фундаментальных понятий программирования. Впоследствии работала на BINAC и UNIVAC, в различных технологических компаниях техническим писателем, менеджером, инженером и программисткой. В конце жизни работала агентом по недвижимости.

## Детство и образование
Бетти Джин Дженнингз родилась в 1924 году в бедной семье на ферме в округе Джентри в Миссури. Была шестой из семи детей. Отец, Уильям Смит Дженнингз (1893—1971), происходил из Алантуса, где работал школьным учителем в одноклассовой школе и фермером. Её мама, Лула Мэй Спейнговер (1887—1988), тоже жила в Алантусе. Дженнингз имела трех старших братьев: Уильяма (родился 10 января 1915 года), Роберта (15 марта 1918 года) и Рэймонда (23 января 1922 года); двух старших сестер Эмму (11 августа 1916 года) и Лулу (22 августа 1919 года), и одну младшую сестру Марбл (15 декабря 1928 года).
В детстве ездила верхом и посещала бабушку, учительницу на пенсии. Каждый день покупала девушке газету, потому что семья Бетти не могла позволить себе такие расходы. Бабушка стала для неё примером на всю жизнь. Джин начала учиться в местной малокомплектной школе, где преподавал её отец, и стала местной знаменитостью как умелый питчер и единственная девушка в софтбольной команде. Чтобы посещать среднюю школу, она жила со своей сестрой в соседнем городе. Начала ежедневно водить авто, несмотря на то, что ей было только 14 лет. В 1941 году, когда ей было 16 лет, окончила среднюю школу в Стенберри.
В педагогическом колледже при Северо-Западном университете штата Миссури сначала изучала журналистику. Из-за плохих отношений с куратором изменила выбор в пользу математики. Закончила обучение в 1945 году, после чего началась её компьютерная карьера.
Позже, в 1967 году, получила степень магистра по английскому в Пенсильванском университете. В 2002 году была награждена почетным званием доктора от Северо-Западного университета Миссури.

## Карьера
В 1945 году армия США нанимала математиков из университетов для помощи в войне. Несмотря на предупреждения своего наставника о том, что она будет только «колесиком механизма» в армии, и, несмотря на стимул стать учителем математики, Бартик решила стать вычислителем. Её профессор математического анализа показал ей открытку, которая агитировала женщин-математиков идти на работу «вычислителем» Пенсильванского университета, и убедил Бартик выбрать работу там, потому что университет имел дифференциальный анализатор.
Она подала заявку и в IBM, и в Пенсильванский университет. IBM отклонил её заявку. А университет принял её на работу для ручного вычисления баллистических траекторий. Двадцатилетняя Дженнингз, которая никогда не была за пределами штата Миссури, согласилась, села на ночной поезд и за 40 часов была на месте (расстояние от Меривиля в Филадельфии примерно 1700 км).
В университете в марте 1945 года уже работало около семидесяти женщин, которые использовали суммирующие машины и бумагу. Их отбором и обучением занималась Адель Голдстайн, которая произвела на Джин неизгладимое впечатление своей уверенностью. Когда Адель закурила в классе и начала читать лекцию, Дженнингз, которую часто возмущала гендерная дискриминация, поняла, что она уже далеко от провинции, где женщинам приходится курить тайком.
Через несколько месяцев среди женщин распространили информацию о шести вакансиях для работы с какой-то таинственной машиной и Дженнингз охотно пошла на собеседование, которое проводил Герман Голдстайн. Он спросил её об электричестве, на что Джин рассказала ему закон Ома, но Голдстайн сказал, что его интересует не боится ли она работать с кабелями.
Летом её и ещё пятерых женщин (Мэрлин Мельцер, Рут Лихтерман, Бетти Снайдер, Фрэнсис Билас и Кей Макналти) отправили на Абердинский испытательный полигон.
Не проведя никакой подготовки по программированию, её попросили вводить задачи в ENIAC. Бартик, которая стала солидером проекта (с Бетти Снайдер), и другие четыре начальные программистки стали очень ловкими в программировании ENIAC. Без инструкции, на которую можно было бы полагаться, группа изучила схемы устройства, опросила инженеров, которые его создали, и использовала эти сведения для того, чтобы научиться программировать. Сначала им вообще запрещалось видеть аппаратное обеспечение ENIAC, потому что оно было засекреченным, а они не получили необходимых разрешений, поэтому они должны были научиться программировать компьютер, просто изучая его принципиальные схемы. Также им сначала не предоставили места, где они могли бы вместе работать, поэтому они находили место для работы где угодно, в незанятых аудиториях или общежитиях.
Во время работы с ENIAC, женщины разработали подпрограммы, вложения и другие техники программирования, и, возможно, изобрели саму дисциплину программирования цифровых компьютеров. Партнёршей Бартик в программировании была Бетти Холбертон. Вместе они создали главную программу для ENIAC и руководили группой программирования баллистических вычислений. Команда также научилась физически модифицировать машину переключателями и перестановкой кабелей, что приводило к изменению её функций. Кроме вычисления баллистических траекторий, они также вскоре начали выполнять вычисления ядерных реакций Лос-Аламосской национальной лаборатории и расширяли область применения машины в целом. Бартик вместе с Берти Холбертон были выбраны для написания программы, которая изображает симуляции траекторий, во время первой публичной демонстрации ENIAC.
Бартик так описывает первую публичную демонстрацию ENIAC в 1946 году:
День, когда ENIAC представили миру, был самым замечательным днем в моей жизни. Демонстрация была легендарной. ENIAC вычислял траекторию быстрее, чем снаряду нужно было, чтобы ее пролететь. ENIAC был в 1000 раз быстрее, чем любая машина на то время. Своими мигающими лампами он еще больше поражал, наглядно демонстрируя, как быстро вычисляет.
Оригинальный текст (англ.)The day ENIAC was introduced to the world was one of the most exciting days of my life. The demonstration was fabulous. ENIAC calculated the trajectory faster than it took the bullet to travel. We handed out copies of the calculations as they were run. ENIAC was 1,000 times faster than any machine that existed prior to that time. With its flashing lights, it also was an impressive machine illustrating graphically how fast it was actually computing.
Джин Бартик

На Абердинском полигоне Джин встретила своего будущего мужа, Уильяма Бартика, инженера, который разрабатывал в Пенсильванском университете какой-то проект для Пентагона. Они поженились в декабре 1946 года.
Хотя Бартик и сыграла выдающуюся роль в разработке ENIAC, работа в Пенсильванском университете и над ENIAC не была известна, пока её не задокументировали в фильме Top Secret Rosies: The Female "Computers" of WWII (2010). Бартик и четыре другие первые программистки потом стали частью группы, которая с Джоном фон Нейманом занималась преобразованием ENIAC в компьютер, который хранит программы. После окончания войны Бартик продолжила работать с разработчиками ENIAC Джоном Экертом и Джоном Мокли и помогала им разрабатывать компьютеры BINAC и UNIVAC I. BINAC был первым компьютером, который использовал хранение данных на магнитной ленте вместо перфокарт, и первым компьютером с двумя процессорами. Бартик запрограммировала на нем систему наведения для Northrop Aircraf. Для UNIVAC она также занималась разработкой электрических цепей логики. Когда она вспоминала свою работу над этими проектами с Экертом и Мокли, то описывала их команду как «технический Камелот» — тесно связанную группу людей, которая расширяет границы вычислений.
В начале 1950-х годов она переехала со своим тогдашним мужем в Вашингтон, где работала в отделе продаж компании Remington Rand, обучала программистов отдела переписи населения, а также работала над программами UNIVAC для авиации флота.

## Дальнейшая жизнь
Вскоре после того, Уильям Бартик выбрал должность в Remington Rand в Филадельфии, пара переехала туда. Джин Бартик, разгневанная за то, что ей не позволят работать в одном месте с мужем, покинула компанию и отрасль на 16 лет, посвятив себя семье. За это время у них родилось трое детей: Тимоти Джон (в 1954 году), который выбрал карьеру экономиста, Джейн Элен (в 1959 году) и Мэри Рут (в 1961 году).
В 1967 году Бартик присоединилась к Auerbach Corporation, как автор и редактор технических отчетов о мини-компьютерах. Она оставалась там в течение восьми лет, впоследствии меняла работу в нескольких других компаниях, будучи менеджером, техническим писателем и инженером. Она и Уильям Бартик развелись в 1968 году. Бартик совсем покинула компьютерную отрасль в 1986 году, когда её последний работодатель Data Decisions, закрылся. Следующие 25 лет работала агентом по недвижимости.
Умерла от застойной сердечной недостаточности 23 марта 2011 года в Покипси, штат Нью-Йорк.

## Награды и память
- 1997 — включена в зал славы Women in Technology International[англ.][11].
- 2008 — Стипендиат Музея компьютерной истории[5][16].
- 2008 — Награда Пионер компьютерной техники, IEEE[17][17].
- 2009 — Награда Коренмана от Multinational Center for Development of Women in Technology[6][17].

При Северо-Западном университете штата Миссури работает Компьютерный музей Джин Дженнингз Бартик (англ. Jean Jennings Bartik Computing Museum), посвящённый истории компьютерных технологий и карьере Бартик.
Стандартная тема системы управления содержанием Drupal названа «Bartik» в её честь.